# Derroll Adams
Derroll Adams, eigentlich Derrol Lewis Thompson (* 27. November 1925 in Portland, Oregon; † 6. Februar 2000 in Antwerpen), war ein US-amerikanischer Folksänger, der den größten Teil seines Lebens in Europa verbrachte und zahlreiche, vor allem europäische Folk-Musiker inspirierte.

## Leben
Derroll Adams war der Sohn von Ernest Raymond Thompson, einem Jongleur, der später als Grabsteinpolierer arbeitete, und Elizabeth Gertrude Kerr. Der Alkoholismus des Vaters führte zur Trennung der Eltern. Eine zweite Ehe der Mutter scheiterte unter anderem, weil der Stiefvater den kleinen Derroll misshandelte. 1930 lernte die Mutter George Irwin Adams kennen, der an die Stelle von Derrolls Vater trat und dessen Namen er später aus Dankbarkeit annahm. Infolge der Weltwirtschaftskrise musste die Familie häufig den Wohnort wechseln. Nach dem Überfall auf Pearl Harbor fälschte der 16-jährige Derroll sein Alter, um als Freiwilliger in die US Army aufgenommen zu werden. Nach fünf Monaten flog der Betrug auf und er wurde entlassen. Danach ließ er sich bei der US Coast Guard in San Francisco zum Kampftaucher ausbilden, konnte aber die Härte der Ausbildung nicht ertragen und wurde wegen Angstzuständen entlassen. 1943 heiratete er Adeline, eine High-School-Freundin, die 1945 den Sohn Scott zur Welt brachte.
Von 1945 bis 1950 studierte Adams Kunst am Reed College in Portland. Zu seinem 20. Geburtstag erhielt er von seiner Mutter ein Five String Banjo zum Geschenk, das Instrument, das er später als „sein Schicksal“ bezeichnete. 1946 heiratete er seine zweite Frau, Lorene, mit der er die Kinder Mark und Deborah hatte. Er lernte das Banjospiel als Autodidakt (angeblich soll ihm Pete Seeger gezeigt haben, wie man das Instrument stimmt), begann sich mit Yoga und Zen zu beschäftigen und engagierte sich politisch für die Progressive Party und ihren Präsidentschaftskandidaten Henry A. Wallace. Aufgrund seiner politisch linksgerichteten und pazifistischen Einstellung litt Adams schwer unter der antikommunistischen Hexenjagd-Atmosphäre der McCarthy-Ära.
Nach Abschluss seines Studiums schlug Adams sich mit Gelegenheitsjobs als Taxi- und Lastwagenfahrer, Schaufensterdekorateur und Radioansager durch, trennte sich von seiner zweiten Frau und zog mit der Malerin Elizabeth nach Kalifornien. Dort lernte er Folkgrößen wie Woody Guthrie und Odetta kennen und begegnete dem Gitarristen und Sänger Ramblin’ Jack Elliott, mit dem er ein Duo bildete. 1955 verließ Adams Elizabeth und die beiden gemeinsamen Kinder Gregorio und Tamara. 1956 ging Jack Elliott nach London. Er lud Adams ein, ihm zu folgen und bezahlte dem völlig mittellosen Freund die Schiffspassage. Im Februar 1957 traf Adams in London ein und wohnte mit Elliott und dessen Frau June zusammen. Gemeinsam mit Elliott trat er zunächst unter dem Namen „The Ramblin' Boys“ und dann als „The Cowboys“ als Straßenmusiker und in Klubs auf, zuerst in London, dann in Frankreich und Italien, und machte erste Schallplattenaufnahmen (für Topic in London und für Joker in Italien). In Paris lernte Adams seine vierte Frau Isabelle kennen, die er 1958 in Brüssel heiratete und mit der er die Kinder Vincent und Catherine hatte. Sie arbeiteten gemeinsam als freiberufliche Schaufensterdekorateure. Während der Brüsseler Weltausstellung 1958 spielten „The Cowboys“ im amerikanischen Pavillon.
1959 ging Elliott in die USA zurück, während Adams in Europa blieb und auf Folk-Festivals, in Klubs und als Straßenmusiker spielte. Seine charismatische Persönlichkeit machte ihn zu einer der maßgeblichen Figuren für das europäische Folk-Revival der 60er. Zu seinem Repertoire gehörten neben selbstgeschriebenen Liedern viele Klassiker der amerikanischen Folk Music, etwa von Woody Guthrie, Pete Seeger und der Carter Family. Adams wurde zum Vorbild und Mentor zahlreicher junger Musiker, darunter Arlo Guthrie, Ralph McTell und Donovan, den er 1965 in London kennenlernte und unter seine Fittiche nahm. In D. A. Pennebakers Dokumentarfilm „Dont Look Back“ über Bob Dylans erste Englandtournee ist Adams zu sehen, wie er Donovan mit Bob Dylan bekanntmacht. Donovan schreibt Adams großen Einfluss auf seine Spieltechnik zu. In Deutschland wurde Adams durch seinen Auftritt bei den Essener Songtagen 1968 bekannt. Seine langjährige schwere Alkoholabhängigkeit, die ihn fast das Leben gekostet hätte und die er in seinem Lied 24 Hours A Day beschrieb, überwand Adams erst zu Beginn der 70er Jahre mit Hilfe seiner Frau Danny Adams-Levy, die er 1970 geheiratet hatte und mit der er bis zu seinem Tod zusammenblieb. Mit ihr ließ er sich in Antwerpen nieder, wo 1973 die Tochter Rebecca zur Welt kam. 1976 begleitete er Donovan auf einer US-Tournee; es war sein letzter Aufenthalt in Amerika. Seit 1976 war er regelmäßiger Gast beim Tønder Folk Festival in Dänemark. Bis zum Ende der 80er Jahre hatte Adams zahllose Auftritte sowohl in kleinen Klubs als auch bei großen Konzerten und Festivals. 1990 organisierten seine Freunde aus Anlass seines 65. Geburtstages für ihn ein großes Konzert in Kortrijk, an dem auch Jack Elliott teilnahm. Gemeinsam mit ihm unternahm Adams im Sommer 1991 noch einmal eine Tournee durch Holland und Belgien. Sein letzter Auftritt in Deutschland war 1991 beim Tanz&FolkFest in Rudolstadt. Danach zwang ihn seine nachlassende Gesundheit zum weitgehenden Verzicht auf öffentliche Auftritte. In den letzten Jahren widmete er sich hauptsächlich wieder der Malerei. Zum letzten Mal stand er im August 1999 beim Tønder Folk Festival auf der Bühne. Adams starb an Speiseröhrenkrebs, an dem er seit mehreren Jahren gelitten hatte.

## Werk
Derroll Adams ist als Musiker und Songschreiber einem breiteren Publikum weitgehend unbekannt geblieben, vielleicht auch deshalb, weil seine beeindruckende persönliche Wirkung und Bühnenpräsenz als Sänger, Banjospieler und Geschichtenerzähler sich in Studioaufnahmen nur unvollkommen widerspiegelt. Umso größer war sein Ruf in der Folkmusik-Szene und bei Musikerkollegen, unter denen er viele Freunde hatte. Ein Zeichen der Verehrung, die ihm entgegengebracht wurde, sind die Lieder, die andere Musiker über ihn schrieben, wie z. B. Derroll in the Rain von Finbar Furey oder Epistle to Derroll von Donovan. Dabei zeichnete sich Adams nicht durch blendende technische Virtuosität aus; sein melodiebetontes Banjospiel war kunstvoll, aber ebenso unprätentiös wie sein ruhiger, nachdenklicher Gesangsvortrag. Trotz seines Humors (der aber eher in den Geschichten zwischen den Liedern aufblitzte als in den Liedern selbst) verlor er selbst in komischen Liedern wie The Skunk nie eine gewisse Bedächtigkeit. Sein sonorer, warmer und leicht angerauhter tiefer Bariton vermittelte Melancholie und nostalgische Sehnsucht (etwa in Memories oder The Valley) ebenso wie eine aus den Erfahrungen eines langen, bewegten Lebens (The Sky) gewonnene, fast meditative Gelassenheit und Kraft, wie sie z. B. in seinem Lied The Rock zum Ausdruck kommt:
Well I wished I was a rock
Sitting on a hill
Doin' nothin' all day long
But just sittin' still
Wegen dieser Ruhe und Konzentration auf das Wesentliche in Wort und Musik, aber auch wegen seiner Beschäftigung mit fernöstlicher Philosophie, wie sie z. B. in The Mountain deutlich anklingt, wurde Adams gelegentlich mit einem Zen-Mönch verglichen.
Von seinen eigenen Liedern erlangte die 1957 in Erinnerung an den Koreakrieg geschriebene, ebenso wortkarge wie eindringliche Antikriegs-Ballade Portland Town die größte Bekanntheit, unter anderem durch Joan Baez zur Zeit des Vietnamkriegs.

## Diskografie (in Auszügen)

### Soloalben
- Portland Town (1967; Decca – Ace of clubs ACL 1227)
- Feelin' Fine (1972; Village Thing VTS-17)
- Movin' on (1974; Intercord – Xenophen Int 161.014 – C-P)
- Along the Way (1977; Best Seller 4C062-23567)
- Songs Of The Banjoman (1984; Folk Freak FF 404016; CD: 1997; Wundertüte Musik TÜT 72.175; re-release 2009; Conträr Musik)
- Derroll Adams LIVE! (LP: ?; Sounds Superb 4M048-23599; CD: 1994; Ariola Express 74321 231052)
- Derroll Adams  Live in Haarlem-1977   2016 - StrictlyCountryRecords.com

### Gemeinschaftsaufnahmen
- Folk Friends (1990; Wundertüte Musik CD TÜT 72.160, re-release 2009; Conträr Musik)
- Folk Friends 2 (1992; Wundertüte Musik CD TÜT 72.150, re-release 2009; Conträr Musik)
- Folkland Songs (2025;  with Jack Elliott, 1957 recordings remastered - StrictlyCountryRecords.com)
- Riding in Folkland (2025;  with Jack Elliott, 1957 recordings remastered - StrictlyCountryRecords.com)

### Tributalben
- Derroll Adams 65th Birthday Concert (1991; Waste Productions WP 9101)
- Banjoman – a tribute to Derroll Adams (2002; Blue Groove BG-1420)[2]

## Film
- I Was Born In Portland Town (Dokumentarfilm, 2005; Regie: Patrick Ferryn; 85 min; französischer Titel: L’homme au Banjo)